# Szeged

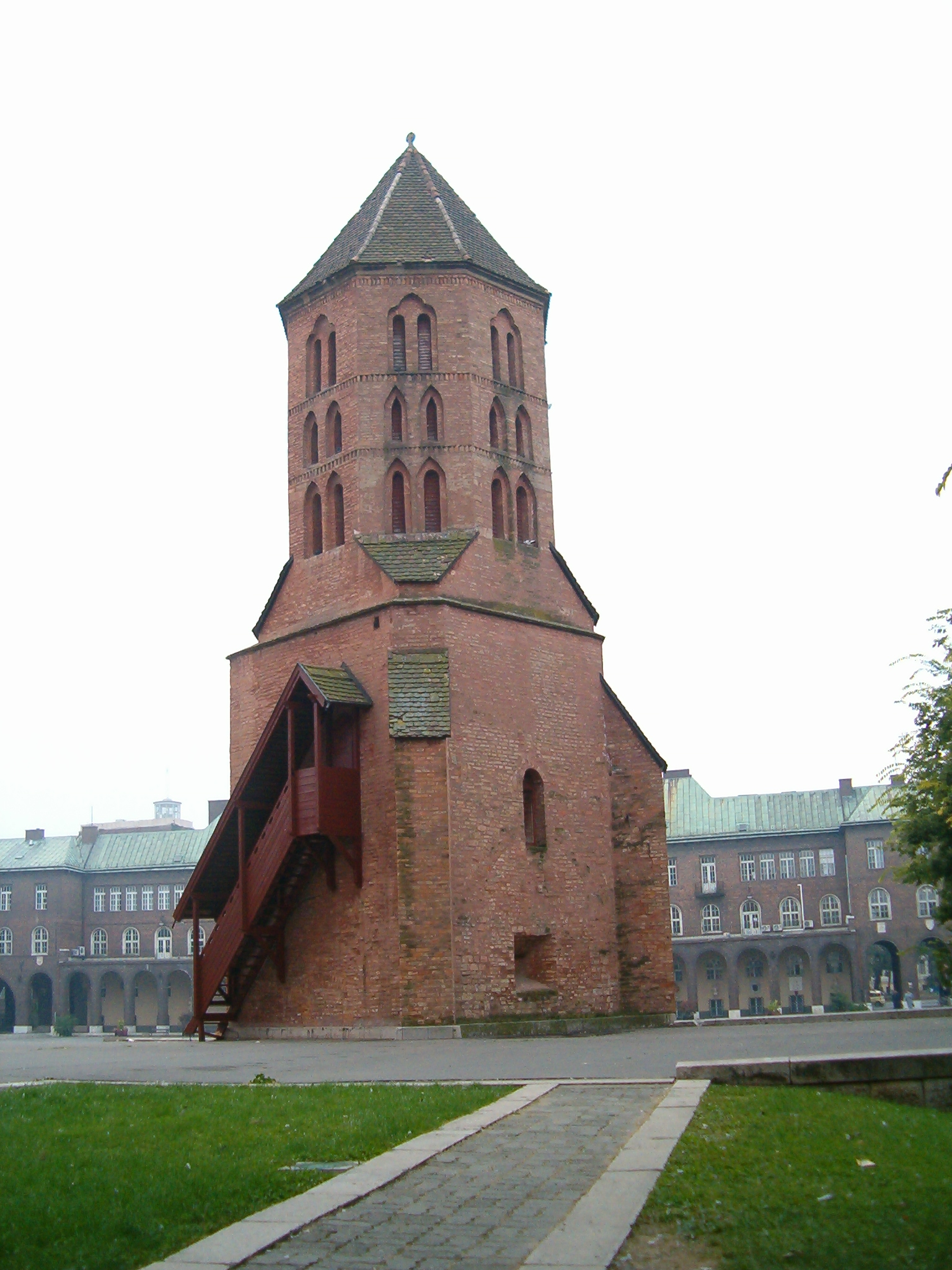
Dömötör-torony, den äldsta byggnaden i Szeged.

Szeged (ungerskt uttal: [ˈsɛɡɛd] lyssna (fil), tyska: Segedin, polska: Segedyn, kroatiska: Segedin, rumänska: Seghedin, slovakiska: Segedín) är en stad i provinsen Csongrád-Csanád i södra Ungern. Staden är huvudort i regionen Södra Slättlandet samt provinsen Csongrád-Csanád. Szeged hade 160 766 invånare (2019). Invånarantalet gör staden till Ungerns tredje största. Den är belägen vid floden Maros mynning på båda sidor av floden Tisza, nära gränsen mot Serbien.
Vid Szeged går den viktiga motorvägen M5 som går mellan Budapest och Belgrad. Stadens flygplats är Szeged.

## Historia
Szeged och området runt omkring har varit bebott sedan lång tid tillbaka. Ptolemaios nämner det äldsta namnet på staden: Partiscum. Ortnamnets etymologi: "szeg" (vik). Omgivningarna var floden Tiszas översvämningsområde, främst våtmark med några större holmar som staden byggdes på. De små vikarna var rika på fisk. Namnen på Szegeds stadsdelar bär minnet av den tiden: Alsóváros (Nedre staden) och Felsőváros (Övre staden) var den södra respektive norra holmen. Mittholmen kom att kallas för Palánk efter det staket, som delvis byggdes över borgens murar. Alla dessa namn finns kvar. Vattnet mellan holmarna där staden växte under århundraden blev med tiden sank på grund av landshöjningen. Efter den stora översvämningen (se nedan) byggdes holmarna ihop. Våtmarkerna dränerades och fylldes ut med schaktmassor - meningen var att höja staden så långt över flodens vattennivå att den aldrig mer skulle skadas av de årliga översvämningarna. Floden reglerades, permanenta skyddsvallar byggdes och därmed fick staden sitt nuvarande utseende.
Under den mongoliska invasionen blev staden ödelagd och invånarna flydde till områden i närheten, men de kom tillbaka för att återuppbygga staden. Under 1300-talet, under Ludvig I:s styre, blev Szeged den viktigaste staden i södra Ungern. Dess strategiska betydelse växte när osmanska soldater närmade sig Ungern. Kung Sigismund lät bygga en mur runt staden. Szeged fick statusen som fri kungastad år 1498.
Osmanska styrkor plundrade Szeged den 28 september 1526. Den ockuperades dock först senare, 1543, och omvandlades till ett förvaltningscentrum för det Osmanska riket. Staden blev befriad från osmanerna den 23 oktober 1686. Den fick 1715 tillbaka sin status som fri kungsstad. År 1719 fick Szeged sitt stadsvapen, som fortfarande används. De kommande åren växte och utvecklades Szeged. Piaristmunkarna som bosatte sig här år 1719, startade en grammatikskola år 1721. Mellan 1728 och 1744 pågick en häxjakt i staden.
Borgarna i Szeged spelade en viktig roll under revolutionen och frihetskrigen år 1848–1849. Lajos Kossuth höll ett av sina mest berömda tal här. Den revolutionära regeringen under juli 1849 hade sitt sista säte i Szeged. Habsburghärskarna straffade de städer, som varit "frihetsnästen" hårt, så även Szeged. Men när järnvägen nådde hit 1854 och statusen som fri kungastad år 1860 återställdes satte utvecklingen igång.
Idag har innerstaden Szeged en typisk europeisk stadsstruktur med ringvägar, boulevarder och avenyer likt Paris. Detta beror huvudsakligen på grund av den stora översvämningen år 1879, som närmast jämnade hela staden med marken (bara 265 av 5 723 hus stod kvar och 165 personer dog i katastrofen). Kejsare Frans Josef besökte staden och lovade att "Szeged ska bli vackrare än den var". Han höll också sitt löfte. Inom loppet av de närmaste åren reste sig en ny, modernare stad över ruinerna med typiska sekelskiftespalats och breda gator.
Efter första världskriget förlorade Ungern sina södra territorier till Rumänien, så Szeged blev en gränsstad samtidigt som den tappade sin betydelse för ett tag. Under mellankrigstiden flyttades Universitetet i Kolozsvár (nu Cluj-Napoca, Rumänien) till Szeged år 1921. År 1932 tog staden över rollen som det episkopala sätet från Temesvár (nu Timișoara, Rumänien).
Szeged led mycket under andra världskriget. 6 000 invånare dödades, judarna skickades till getton och därifrån till dödsläger. Befrielsen kom i form av sovjetiska armén 1944 och betydde även att staden därefter var ockuperad av Röda armén. Under kommunisttiden blev Szeged centrum för textil- och livsmedelsindustri. Utbildningsväsendet byggdes ut. Två universitet (det medicinska och det vetenskapliga), flera högskolor och massor av gymnasier samt yrkesskolor började eller fortsatte att verka. År 1965 hittades olja- och gasfyndigheter i närheten (Tápé). Idag täcker dessa fyndigheter en stor del landets olje- och gasbehov.
År 1962 blev staden provinsen Csongráds huvudort. Staden byggdes ut på samma sätt som överallt annanstans i världen. Miljonprogramsområden byggdes över tidigare småhusområden och flera närliggande orter inkorporerades nu in i staden.
Idag är Szeged en viktig universitetsstad, kulturellt centrum och ett populärt turistresmål.

## Geografi
Szeged ligger nära Ungerns södra gräns, söder om floden Maros mynning, på bägge sidorna av floden Tisza. Då Szeged har många soltimmar per år kallas staden ofta Solskensstaden - ett namn den delar med Debrecen.

## Ekonomi
Szeged är ett av Ungerns matindustricentrum. Szeged-paprikan och Picksalamin är världskänd.

## Demografi
Vid folkräkningen år 2011 bodde 161 131 invånare i staden; 83,9 % ungrare, 0,9 % romer, 0,9 % tyskar, 0,8 % serber, 0,3 % rumäner, 0,2 % slovaker, 0,1 % kroater, 0,1 % ukrainare, 0,1 % polacker och 1,9 % övriga. Befolkningstätheten är 573,4 invånare per kvadratkilometer. Det finns 79 744 hushåll.

## Utbildning
Szeged är centrum för högre utbildning i södra Ungern och har skaffat sig goda rykten på det området. Staden har 62 förskolor, 32 barn- och ungdomsskolor, 18 gymnasier och yrkesskolor samt ett universitet. De två mest framstående gymnasierna (Ságvári Endre Gyakorló Gimnázium och Radnóti Miklós Gimnázium) är bland de femton bästa i landet. Universitetet skapades genom sammanslagning av flera tidigare högskolor och universitet. Tusentals studenter läser här och av dem är många från andra delar av världen. Centret för biologisk forskning vid den ungerska forskningsakademien, som byggts bland annat med hjälp av Unesco-donationer, är en viktig källa för avancerad forskning. Byggnaden ger plats åt många stora konferenser. Universitetet i Szeged blev rankat som det bästa universitetet i landet vid Academic Ranking of World Universities år 2005.

## Kända personer från Szeged
- Adrián Annus, släggkastare
- Béla Balázs, författare, poet och filmkritiker
- Ferenc Móra, museiintendent, arkeolog, författare
- Gyula Juhász, poet och nationalskald

## Vänorter
| - Åbo, Finland (sedan 1971) - Almere, Nederländerna (sedan 2010) - Bitola, Nordmakedonien (sedan 2015) - Cambridge, England (sedan 1977) - Coimbra, Portugal (sedan 1993) - Cork, Irland (sedan 2012) - Darmstadt, Tyskland (sedan 1990) - Göteborg, Sverige (sedan 2010) - Jacksonville, USA (sedan 1990) - Jerusalem, Israel (sedan 2010) - Kotor, Montenegro (sedan 2001) - Larnaca, Cypern (sedan 1994) | - Liège, Belgien (sedan 2001) - Łódź, Polen (sedan 2004) - Nice, Frankrike (sedan 1969) (avbruten) - Odessa, Ukraina (sedan 1977) - Parma, Italien (sedan 1988) - Plzeň, Tjeckien (sedan 1995) - Pula, Kroatien (sedan 2003) - Rachiv, Ukraina (sedan 1939) - Riga, Lettland (sedan 1999) - Subotica, Serbien (sedan 1966) - Târgu Mureș, Rumänien (sedan 1997) - Timișoara, Rumänien (sedan 1998) - Toledo, Spanien (sedan 1990) - Varna, Bulgarien (sedan 2010) |